# Прист, Макси
Ма́кси Прист (англ. Maxi Priest, наст. имя: Макс Альфред «Макси» Эллиотт; род. 10 июня 1961) — британский регги-вокалист ямайского происхождения.
Наиболее известен как исполнитель регги с примесью ритм-н-блюза — стиля, известного как «регги-фьюжн». Стал одним из первых международно известных исполнителей из регулярно пробовавших себя в этом жанре и по-прежнему является одним из самых успешных исполнителей регги-фьюжна всех времён.
Как пишет музыкальный сайт AllMusic, Макси Прист «[в своё время] был одним из самых международно популярных регги-певцов со времён Боба Марли. Примеси поп-музыки и современного ритм-энд-блюза в музыке Приста не располагали к себе регги-пуристов, но зато придавали ему сильную кроссоверную [среди поклонников других жанров] привлекательность, которая окупилась в трансатлантическом чарт-топпере «Close to You»».

## Дискография
- См. «Maxi Priest § Discography» в английском разделе.